# 7121 Busch
7121 Busch (1989 AL7) là một tiểu hành tinh vành đai chính được phát hiện ngày 10 tháng 1 năm 1989 bởi Borngen, F. ở Tautenburg.